# Московский вагоноремонтный завод
Моско́вский заво́д по модернизации и строительству вагонов имени В. Е. Войтовича (сокращённо МВРЗ имени В. Е. Войтовича) — бывшее предприятие по ремонту пассажирских вагонов для нужд железных дорог.  Располагалось в Москве по адресу шоссе Энтузиастов, 4.

## История завода
Завод основан в 1868 году как Главные вагонные мастерские Московско-Курской железной дороги. В 1929 году получает название Московский вагоноремонтный завод.
В 30-е годы XX века на заводе было разработано автосцепное устройство, позднее ставшее стандартным для всего подвижного состава железных дорог СССР.
Во время Великой Отечественной войны оборудование завода было частично эвакуировано в город Красноуфимск.
На площадях завода в Москве в это время производили: снаряды, детали к реактивным миномётам «Катюша», бронепоезда, санитарные поезда, банно-прачечные поезда.
Московский завод по модернизации и строительству вагонов имени Войтовича — филиал ОАО «РЖД» — наименование завода с 2003 года.

### Продукция завода
Завод в разное время занимался следующими видами деятельности: ремонтировал пассажирские вагоны разных типов, ремонтировал и формировал колёсные пары, выпускал запасные части.

### Полное преобразование
Ориентировочно в 2012 году завод закрыт, всё его недвижимое имущество было выставлено на продажу (стартовая цена 2,046 млрд рублей), на аукцион. 15 января 2013 года имущество завода приобрёл Московский метрополитен для размещения электродепо «Нижегородское» Большой кольцевой линии. Продажа была осуществлена в соответствии с поручением президента ОАО «РЖД» от 20 марта 2013 года. Для нужд электродепо часть зданий была снесена, часть — реконструирована.
Генеральный проектировщик и генеральный подрядчик по реконструкции электродепо «Нижегородское» АО «Мосинжпроект».
В 2023 году электродепо «Нижегородское» было введено в эксплуатацию.